# はぎのかおり
はぎのかおりは、1991年（平成3年）に宮城県古川農業試験場によって育成されたイネ（稲）の品種。香り米の一つ。旧系統名は「東北144号」。「みやかおり」と「東北125号」との交配によって育成された。
東北地方中南部以南に適する。稈長は中で、やや小粒。熟期は宮城県では中生の晩。収量は、香り米としては多収で、「ササニシキ」と同程度である。宮城県の奨励品種となっている。
アミロース含有率は通常米並で、タンパク質含有率はやや低い。香りが強すぎるため、通常米に5〜10%混米して炊飯する。